# Kiefer Sherwood
Kiefer Sherwood (* 31. März 1995 in Columbus, Ohio) ist ein US-amerikanischer Eishockeyspieler, der seit Juli 2024 bei den Vancouver Canucks in der National Hockey League unter Vertrag steht und dort auf der Position des rechten Flügelstürmers spielt. Zuvor war Sherwood bereits für die Anaheim Ducks, Colorado Avalanche und Nashville Predators in der NHL aktiv.

## Karriere
Kiefer Sherwood wurde in Columbus geboren und spielte in seiner Jugend unter anderem für die Ohio Blue Jackets. Im Rahmen der Saison 2012/13 wechselte er zu den Youngstown Phantoms in die United States Hockey League (USHL), die höchste Juniorenliga des Landes, während er parallel dazu einige Einsätze für das USA Hockey National Team Development Program absolvierte, in deren Auswahlen er sich allerdings nicht etablieren konnte. Im Trikot der Phantoms etablierte sich der Flügelstürmer als regelmäßiger Scorer, so verbuchte er 56 Punkte in 60 Spielen der Spielzeit 2014/15, ohne jedoch in einem NHL Entry Draft berücksichtigt zu werden. Anschließend schrieb er sich in seiner Heimat Ohio an der Miami University ein, für deren RedHawks er fortan am Spielbetrieb der National Collegiate Hockey Conference (NCHC) teilnahm, eine Liga der National Collegiate Athletic Association (NCAA). Auch am College bestätigte der Angreifer seine Leistungen aus dem Juniorenbereich, so verzeichnete er in der Saison 2016/17 mit 38 Scorerpunkten aus 36 Spielen einen Punkteschnitt von über 1,0.
In der Folge unterzeichnete Sherwood im März 2018 einen Einstiegsvertrag bei den Anaheim Ducks, die ihn bis zum Ende der Spielzeit bei ihrem Farmteam, den San Diego Gulls, in der American Hockey League (AHL) einsetzten. In der anschließenden Saisonvorbereitung erspielte sich der US-Amerikaner einen Platz im Aufgebot der Ducks, sodass er im Oktober 2018 sein Debüt in der National Hockey League (NHL) gab.
Nach zwei Jahren in Anaheim wurde sein auslaufender Vertrag nach der Spielzeit 2019/20 nicht verlängert, sodass er sich im Oktober 2020 als Free Agent der Colorado Avalanche anschloss. Die Avalanche gewann in den Playoffs 2022 den Stanley Cup, jedoch kam Sherwood nicht in der post-season zum Einsatz und bestritt nur 11 Partien der Hauptrunde, sodass er sich nicht für die Gravur auf der Trophäe qualifizierte. Anschließend wechselte er im Juli 2022 als Free Agent zu den Nashville Predators, ebenso wie im Juli 2024 zu den Vancouver Canucks.

## Erfolge und Auszeichnungen
- 2022 AHL Second All-Star Team

## Karrierestatistik
Stand: Ende der Saison 2023/24
(Legende zur Spielerstatistik: Sp oder GP = absolvierte Spiele; T oder G = erzielte Tore; V oder A = erzielte Assists; Pkt oder Pts = erzielte Scorerpunkte; SM oder PIM = erhaltene Strafminuten; +/− = Plus/Minus-Bilanz; PP = erzielte Überzahltore; SH = erzielte Unterzahltore; GW = erzielte Siegtore; 1 Play-downs/Relegation; Kursiv: Statistik nicht vollständig)

## Persönliches
Sein Bruder Kole Sherwood (* 1997) ist ebenfalls Eishockeyspieler und steht bereits seit 2015 bei den Columbus Blue Jackets unter Vertrag.